# Середка (Вологодская область)
Середка — деревня в Чагодощенском районе Вологодской области.
Входит в состав Мегринского сельского поселения, с точки зрения административно-территориального деления — в Мегринский сельсовет.
Расположена на левом берегу реки Внина. Расстояние по автодороге до районного центра Чагоды — 35 км, до центра муниципального образования деревни Мегрино — 17 км. Ближайшие населённые пункты — Львов Двор, Низ, Осипово.
По переписи 2002 года население — 19 человек.